# Ryszard Frydrych
Ryszard Frydrych (ur. 22 lutego 1954, zm. 13 listopada 2014) – generał brygady Wojska Polskiego, były szef Obrony Przed Bronią Masowego Rażenia.

## Życiorys
Ryszard Frydrych ukończył Wyższą Szkołę Oficerską Wojsk Chemicznych, Akademię Sztabu Generalnego, Akademię Obrony Narodowej i Szkołę Główna Gospodarstwa Wiejskiego. Służbę pełnił jako m.in. szef Wojsk Chemicznych w Dowództwie Wojsk Lądowych, zastępca szefa Szefostwa Obrony Przed Bronią Masowego Rażenia, zastępca szefa Szefostwa Obrony przed Bronią Masowego Rażenia w Generalnym Zarządzie Wsparcia i szef Wydziału Analizy Skażeń w Centralnym Ośrodku Analizy Skażeń.
W sierpniu 2009 roku dowodził operacją usuwania skażenia iperytem, do jakiego doszło w Bornem Sulinowie. W październiku tego samego roku kierował ćwiczeniami Krajowego Systemu Wykrywania Skażeń pod nazwą Patrol '09 – pierwszymi krajowymi cywilno-wojskowymi ćwiczeniami mającymi na celu doskonalenie funkcjonowania elementów tego systemu.
Został pochowany na Cmentarzu Wojskowym na Powązkach w Warszawie (kwatera FII-12-12).

## Odznaczenia
Odznaczony Złotym i Srebrnym Krzyżem Zasługi, Brązowym, Srebrnym i Złotym Medalem „Siły Zbrojne w Służbie Ojczyzny”, Brązowym, Srebrnym i Złotym Medalem „Za zasługi dla obronności kraju”.